# 原田宇一郎
原田 宇一郎（はらだ ういちろう、1890年（明治23年）10月16日 - 1973年（昭和48年）2月3日）は、日本の陸軍軍人。最終階級は陸軍中将。

## 経歴
滋賀県出身。原田宇之助の長男として生れる。膳所中学校卒業後、1913年（大正2年）5月、陸軍士官学校（25期）を卒業。同年12月、陸軍歩兵少尉に任官し歩兵第66連隊付となる。1919年（大正8年）11月から翌年10月まで、シベリア出兵に出征。1925年（大正14年）11月、陸軍大学校（37期）を優等で卒業し歩兵第15連隊中隊長に就任した。
1926年（大正15年）12月、陸軍省軍務局付勤務となり、軍務局課員を経て、1928年（昭和3年）8月、歩兵少佐に昇進し歩兵第61連隊付となる。1929年（昭和4年）12月、イギリス駐在となり、歩兵第45連隊付を経て、1932年（昭和7年）8月、歩兵中佐に進級。1933年（昭和8年）3月、陸大教官に発令された。1935年（昭和10年）8月、兵科を航空兵科に転じ航空兵中佐となり、同年12月、浜松陸軍飛行学校研究部主事に就任。1936年（昭和11年）8月、航空兵大佐に昇進した。1937年（昭和12年）9月、第4飛行団司令部員となり、飛行第12連隊長、飛行第12戦隊長を歴任し、1939年（昭和14年）8月、陸軍少将に進級し陸軍航空士官学校幹事に就任した。
1940年（昭和15年）12月、白城子陸軍飛行学校付となり、同校教導飛行団長、同校長を経て1942年（昭和17年）3月、独立第20飛行団長に移り、同年8月、陸軍中将に進んだ。1943年（昭和18年）1月、第1飛行師団長に親補され、第2航空軍司令官として満州新京で終戦を迎えた。その後、シベリア抑留となる。1948年（昭和23年）1月31日、公職追放仮指定を受けた。1956年（昭和31年）12月に帰国した。

## 親族
- 長男 原田毅（陸軍大尉、戦死）

## 栄典
- 1940年（昭和15年）8月15日 - 紀元二千六百年祝典記念章[2]